# Kovács László (költő)
Kovács László (Lukácsfalva, 1966. szeptember 13. –) vajdasági magyar költő, szerkesztő és író.

## Családja
Apja, Kovács András halász volt, aki dolgozott a közeli Fehértóban (vagy Császártó); édesanyja a muzslyáról származó Zolnai Mária.

## Életpályája
Általános iskolába Lukácsfalván járt, középiskolába Nagybecskereken. Kitűnő tanuló volt.
Technikusként dolgozik a nagybecskereki Dijamant Olajgyárban. 1986 óta Muzslyán él családjával.
Középiskolás korában kezdett el magyarul verseket írni. Versei vajdasági és magyarországi lapokban, folyóiratokban jelentek meg. Novellákat és humoreszkeket is ír.
1997-2019 között a Muzslyai Újság felelős szerkesztője volt.1998-2015 között pedig a Muzslyaiak Klubjának elnöke.
Megzenésített dalszövegeit különböző pop- és rockfesztiválokon díjazták. Szerzeményei együttesek és szólóénekesek lemezein, kazettáin, CD-in és a YouTuben hallhatóak. Dalszövegeket írt Delhusa Gjonnak, Kapusi Lídiának, a Szivárvány, az Atlantic, az MZM, az Anonymus, a Junior együtteseknek. Szerzeményeivel 1998-ban a muzslyai Shalom egyházi ifjúsági énekkara az Ezüstcsengőn, a vajdasági egyházi kórusok dalszemléjén a rendezvény győztese lett.
A muzslyai Zeppelin Rádióban a Pop-rock időgép szerkesztője volt éveken át.
Éveken keresztül a helyi tanács tagja, a muzslyai társadalmi élet oszlopos tagja. Kezdeményezője a szlovákiai Muzsla településsel és Ada város egyik helyi közösségével való kapcsolat megteremtésének. Sokoldalú személyiség, és nyugtalan művészi lelkéből fakadóan a kultúra, a művelődési élet megszállottja.

## Versei
Kovács László eddig megjelent verseskötetei:
1. Az álmok néha segítenek (1997 – A mindszenti Keller Lajos Könyvtár és a muzslyai helyi közösség közös kiadásában)
2. Ha rád törnek a szavak (1998 – Sziveri János Művészeti Színpad)
3. Az ébren felejtett álmok (1999)
4. Romance (2016)
5. Csillagkapu (2016) [2]
6. Időutazók (2017)
7. Üzenetek a földről (2018)
8. A fényjelek legendája (2018 – Art Concept, Nagybecskerek)  [3]
9. Az idő túloldalán (2019)
10. Nyomok a végtelenbe (2020)
11. Az évszakok kertjének titka (2021)
12. Történetek (2021)
13. Muzslya, szeretlek! (2022)
14. Ahol az emlékek laknak (2023)
15. Erről mesélt a madár (2023)
16. Régi muzslyai balladák ( 2024 )
17. Az egyszerű szavakon túl ( 2025 )

## Idézetek
Aki szereti a gyermeket
Az befogadja az Istent
Az álmokat is kergethet
Mert örökre meghagyja gyereknek.
Nagyapám földjén sok minden történt
Hazáját szívét kétszer törték szét
Nagyapám földjén terem még virág
Gyógyítja szárnyát megsebzett madár.

## Lásd
- Magyar költők, írók listája